# Veinticinco de Mayo (Buenos Aires)
Veinticinco de Mayo is een plaats in het Argentijnse bestuurlijke gebied Veinticinco de Mayo in de provincie Buenos Aires. De plaats telt 22.581 inwoners.

## Geboren
- Valentín Barco (23 juli 2004), voetballer